# 154CM
154CM est le nom d'un acier inoxydable propriétaire de Crucible Industries (CM) (américaine).
Il a été à l'origine développé pour les aubes de turbine de moteurs de jet. Cet acier est considéré comme inoxydable. Il est généralement employé à des duretés élevées (HRC 56-63), où il présente des qualités de résistance à l'abrasion importante grâce à une forte teneur en carbures. 
Cet acier est aujourd'hui utilisé pour la coutellerie de qualité.
Il a été présenté comme une amélioration des aciers de la norme AISI 440C.
Il est souvent comparé aux aciers de coutellerie ATS34 et, dans sa version obtenue par métallurgie des poudres, au RWL34.
Cet acier est désigné comme « 440C Mod » dans la terminologie « AISI ».
Il est produit dans une version standard et version réalisée par métallurgie des poudres désignée comme CPM154 (CPM pour "Crucible Particle Metallurgy").

## Composition chimique
| Carbone   | 1,05 %  |
| Manganèse | 0,50 %  |
| Silicium  | 0,30 %  |
| Chrome    | 14,00 % |
| Molybdène | 4,00 %  |